# Sonic Mania
Sonic Mania est un jeu vidéo de plateforme à défilement horizontal développé par Headcannon et PagodaWest Games et publié par Sega. Il appartient à la série de jeux Sonic the Hedgehog ; tant le style de jeu que le style graphique se rapprochent des premiers épisodes de l'époque Mega Drive. Il est sorti le 15 août 2017 sur PlayStation 4, Xbox One et Nintendo Switch, et le 29 août 2017 sur la plateforme Windows.

## Système de jeu
Sonic Mania reprend le gameplay des jeux Sonic en 2D sortis sur Mega Drive au début des années 1990. Le joueur y incarne Sonic, Tails ou Knuckles (la version Plus rajoute Mighty et Ray de SegaSonic the Hedgehog) sur un scrolling à défilement horizontal en collectant à toute vitesse les emblématiques anneaux dorés de la série tout en évitant les pièges et autres robots maléfiques du Dr Robotnik, l'ennemi de toujours de la mascotte de Sega. Chaque niveau du jeu est appelé une zone, cette dernière étant divisée en plusieurs actes, ponctués soit par un panneau d'arrivée, soit par un combat contre le Dr Robotnik ou l'une de ses machines. Chacun des personnages jouables dispose de capacités spécifiques, telles que le vol plané et l'escalade de Knuckles, le vol et la nage de Tails ou encore le Super Peel Out et le Drop Dash de Sonic (le premier est une accélération sur place issue de Sonic CD, le second est une nouveauté exclusive à cet épisode permettant de repartir immédiatement en course tourbillon à l'atterrissage d'un saut s'il on presse le bouton de saut une deuxième fois avant de toucher le sol). Les boucliers élémentaires apparus dans Sonic the Hedgehog 3 sont également de la partie, conférant au joueur non seulement une protection face à une attaque ennemie ou un piège, mais également une insensibilité aux éléments eau, feu ou électricité selon le bouclier ramassé, ou encore quelques capacités bonus comme le magnétisme attirant les anneaux.
D'autres bonus sont disséminés dans les niveaux sous forme de moniteurs à détruire, allant du pack d'anneaux à l'invincibilité temporaire en passant par les chaussures de super vitesse ou l'anneau bleu qui rend plus gros les anneaux qui s'éparpillent après avoir subi un dommage afin de les ramasser plus facilement. Une partie s'achève lorsque le joueur n'a plus de vie, cette dernière pouvant se perdre lorsqu'un dommage est subi sans posséder le moindre anneau ou bouclier, lors d'un écrasement, d'une noyade ou d'une chute dans le vide, ou encore si l'issue d'un acte n'est pas atteinte en moins de dix minutes. 
Le jeu contient deux types de zones spéciales. L'une étant accessible après chaque check-point, permettant de remporter des médaillons bonus, le gameplay singeant les special stages de Sonic 3 (collecter toutes les sphères bleu dans un globe, la vue passe en perspective). L'autre type de stage spécial (poursuite d'un UFO, vue en 3D, le gameplay proche de Sonic CD mais les décors évoquant clairement le premier épisode) est caché dans les niveaux et permet de collecter les émeraudes du chaos.

### Niveaux
Chaque zone contient deux niveaux à la même manière que Sonic the Hedgehog 3.
- Green Hill Zone : Les collines vertes du jeu Sonic the Hedhehog sorti en 1991, où figurent les célèbres loopings, marque de fabrique de la série. Bien qu'étant identiques visuellement, les niveaux ont été repensés pour ce nouvel opus. Cette zone contient également un nouveau boss.

- Chemical Plant Zone : La deuxième zone de Sonic the Hedgehog 2 sorti en 1992 est présente dans le jeu sous une version au level design différent. Le boss de l'acte 2 est une référence à Dr. Robotnik's Mean Bean Machine.

- Studiopolis Zone : Une ville étant très influencée par le cinéma et la télévision. Cette zone contient des camionnettes nous téléportant à travers des antennes paraboliques et des postes de télévision, des ballons rebondissants, des sièges élévateurs ainsi qu'une machine à pop-corn nous projetant plus haut dans le niveau. De nouveaux ennemis figurent dans cette zone.

- Flying Battery Zone : La deuxième zone de Sonic & Knuckles est présente dans le jeu. Il y a quelques modifications. Par exemple, la gravité peut être inversée grâce au bouclier électrique, des hélices peuvent nous faire voler au-dessus du vide et plein de robots détruis. Par ailleurs, une partie de la zone sera en pleine tempête.

- Press Garden Zone : Une nouvelle zone inédite prenant place dans une imprimerie, située en paysage enneigé.

- Stardust Speedway Zone : L'avant-dernière zone de Sonic CD  est elle aussi présente. La version du passé est confirmée, ainsi que ce qui semble être la version du présent, avec quelques idées reprises de Marble Garden Zone de Sonic the Hedgehog 3.

- Hydrocity Zone : La seconde zone de Sonic the Hedgehog 3 est également de la partie, parsemée de pics rétractables façon Labyrinth Zone, de péniches pour voyager sur l'eau et de voyages subaquatiques enfermé dans une bulle flottante.

- Mirage Saloon Zone : Un saloon se situant dans le désert, l'ambiance de ce niveau est très influencée par l'univers du Far-West. En effet, on peut tournoyer sur des sièges de bar, courir sur des jets d'eau en bouteille et également se faire propulser dans les airs par un Colt.

- Oil Ocean Zone : Le septième niveau de Sonic the Hedgehog 2, où il est déconseillé de prendre un bouclier de feu, sous peine de voir le pétrole s'enflammer. Des leviers de Sandopolis zone seront présents pour purifier l'air étouffant qui s'installe dès l'acte 2.

- Lava Reef Zone : La quatrième zone de Sonic & Knuckles. Il y aura notamment la possibilité de se déplacer sur la lave grâce à des piliers robotisés.

- Metallic Madness Zone : La dernière zone de Sonic CD, où il est possible de passer d'un premier plan à un second plan en cours de niveau.

- Titanic Monarch Zone : Une dernière nouvelle zone, faisant également office de niveau final.

## Développement
Le jeu est annoncé lors d'un événement spécial organisé par Sega à la Comic-Con 2016 à l'occasion du 25e anniversaire de la franchise, au côté du jeu Sonic Forces. Le jeu est alors initialement prévu pour le printemps 2017,. En mars 2017, il est cependant repoussé à l'été 2017. Le jeu est commercialisé en version dématérialisée sur PlayStation 4, Xbox One et Nintendo Switch le 15 août 2017 en Amérique du Nord et en Europe, puis le 16 août au Japon. Il sort ensuite sur Microsoft Windows le 29 août 2017.
Du contenu supplémentaire appelé Sonic Mania Plus a été annoncé lors de la conférence South by Southwest en mars 2018. Il contient un nouveau mode compétition et un mode "Encore". Il contient aussi deux nouveaux personnages jouables, Mighty the Armadillo et Ray the Flying Squirrel, deux personnages du jeu d'arcade SegaSonic the Hedgehog. Le contenu est disponible en téléchargement ou en version physique le 19 juillet 2018.